# Topolná
Topolná (deutsch: Pappelsdorf) ist eine Gemeinde mit 1585 Einwohnern im Okres Uherské Hradiště in Mähren, Tschechien. Sie befindet sich neun Kilometer nordöstlich von Uherské Hradiště und hat eine Katasterfläche von 1038 ha.

## Geographie

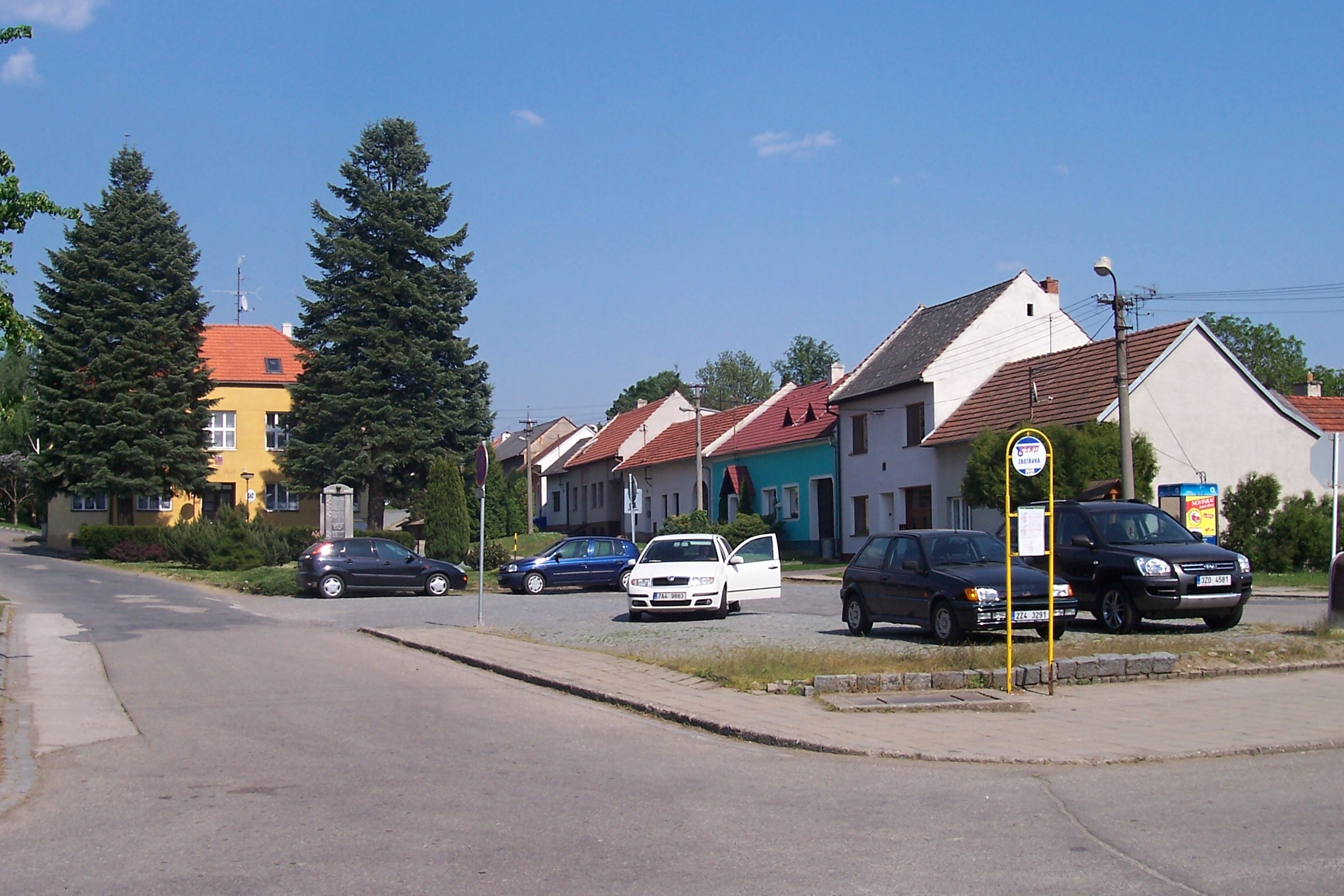
Blick auf Topolná

Der Ort liegt in 192 m ü. M. am Rande Marchebene drei Kilometer rechtsseitig des Flusses. Südwestlich fließt die Březnice. Nachbarorte sind Prusínky und Komárov im Norden, Březolupy im Osten, Nedachlebice im Südosten, Bílovice und Včelary im Süden, Kněžpole im Südwesten, jenseits des Flusses Huštěnovice und Babice im Westen sowie Spytihněv im Nordwesten.

## Geschichte
Topolná wurde 1318 erstmals im Zuge des Besitzübergangs von den Herren von Neuhaus an das Bistum Olmütz urkundlich erwähnt. Die Wartenberger auf Napajedla kauften das Dorf 1580 zu ihrer Herrschaft zu. Während des Dreißigjährigen Krieges wurde der Ort geplündert und teilweise zerstört. Bis zur Ablösung der Patrimonialherrschaften blieb Topolná der Herrschaft Napajedl untertänig.
Die Bewohner lebten von der Landwirtschaft und dem Obstbau, 1910 entstand eine Schnapsbrennerei. 1951 errichtete der Tschechoslowakische Rundfunk eine Sendeanlage.
In Topolná wird die Tradition der Cymbalmusik gepflegt.

## Sehenswürdigkeiten
- Nischenkapelle St. Anna
- Kirche der Unbefleckten Empfängnis der Jungfrau Maria, 1940 geweiht
- zwei denkmalgeschützte Bauerngehöfte, sie werden vom Slowakischen Museum in Uherské Hradiště für Ausstellungen genutzt
- Marterlsäule an der Straße nach Bílovice

## Sendeanlage

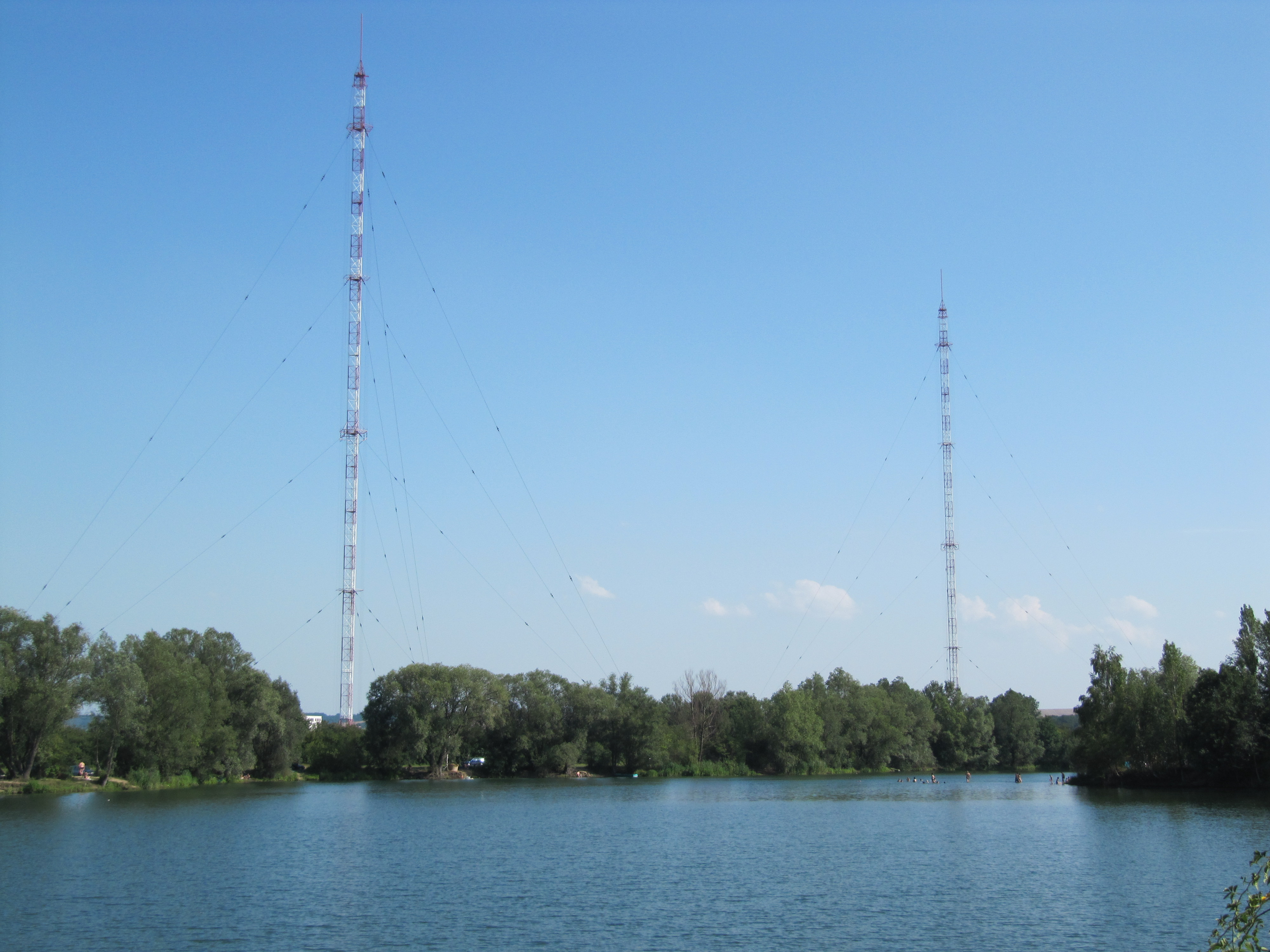
Rundfunksender Topolna

Westlich von Topolná am Bach Burava betrieb der Tschechische Rundfunk (tschechisch: Český rozhlas) seinen zentralen Langwellensender, zuletzt auf der Frequenz 270 kHz. Als Sendeantennen kamen Vertikalreusen zum Einsatz, die an zwei je 257 Meter hohen geerdeten, abgespannten Stahlfachwerkmasten befestigt waren. Durch die Verwendung von zwei Sendemasten wurde eine Hauptstrahlrichtung in Ost-West-Richtung gewährleistet, um das Gebiet von Tschechien und der Slowakei optimal zu versorgen. Der Sender Topolná ging 1951 in Betrieb. Von 1975 bis 1978 wurde er modernisiert und auf eine Ausgangsleistung von 1500 Kilowatt gebracht. Zuletzt sendete Topolná das Programm von „CRo 1 – Radiožurnál“ lediglich mit 50 Kilowatt Sendeleistung. Am 1. Januar 2022 wurde der Sendebetrieb eingestellt, und die beiden Sendemasten wurden am 28. Juli 2022 abgerissen.